# Vlad Chiricheș
Vlad Chiricheș (ur. 14 listopada 1989 w Bacău) – rumuński piłkarz grający na pozycji obrońcy w rumuńskim klubie FCSB. W latach 2011–2022 reprezentant Rumunii. Uczestnik Mistrzostw Europy 2016.
W swojej karierze występował m.in. w takich klubach jak: Tottenham Hotspur, SSC Napoli, US Sassuolo czy FCSB.

## Kariera klubowa
Karierę rozpoczął w 2004 w klubie Ardealul Cluj. Mając 18 lat wyjechał do Portugalii, został zawodnikiem drużyny SL Benfica. Występował jednak tylko w drużynie rezerw i po roku zdecydował się powrócić do rodzinnego kraju. Został graczem Internațional, z którego przeniósł się w 2010 roku do Pandurii Târgu Jiu. W 2012 trafił do Steauy Bukareszt. W 2013 roku został kupiony za ok. 9,5 mln euro przez Tottenham Hotspur. W lipcu 2015 podpisał kontrakt z SSC Napoli.

## Kariera reprezentacyjna
W reprezentacji Rumunii zadebiutował 10 sierpnia 2011 roku w towarzyskim meczu przeciwko San Marino. Na boisku przebywał przez pełne 90 minut.
| Mecze i gole w reprezentacji | Mecze i gole w reprezentacji | Mecze i gole w reprezentacji | Mecze i gole w reprezentacji | Mecze i gole w reprezentacji | Mecze i gole w reprezentacji | Mecze i gole w reprezentacji |
| #                            | Data                         | Stadion                      | Rywal                        | Wynik                        | Gol                          | Rozgrywki                    |
| 2011                         | 2011                         | 2011                         | 2011                         | 2011                         | 2011                         | 2011                         |
| ---------------------------- | ---------------------------- | ---------------------------- | ---------------------------- | ---------------------------- | ---------------------------- | ---------------------------- |
| 1.                           | 10.08.2011                   | Serravalle, San Marino       | San Marino                   | 1:0                          | 0                            | towarzyski                   |
| 2.                           | 02.09.2011                   | Luksemburg, Luksemburg       | Luksemburg                   | 2:0                          | 0                            | el. ME 2012                  |
| 3.                           | 06.09.2011                   | Bukareszt, Rumunia           | Francja                      | 0:0                          | 0                            | el. ME 2012                  |
| 4.                           | 11.11.2011                   | Liège, Belgia                | Belgia                       | 1:2                          | 0                            | towarzyski                   |
| 5.                           | 15.11.2011                   | Altach, Austria              | Grecja                       | 3:1                          | 0                            | towarzyski                   |
| 2012                         |                              |                              |                              |                              |                              |                              |
| 6.                           | 27.01.2012                   | Belek, Turcja                | Turkmenistan                 | 4:0                          | 0                            | towarzyski                   |
| 7.                           | 29.02.2012                   | Bukareszt, Rumunia           | Urugwaj                      | 1:1                          | 0                            | towarzyski                   |
| 8.                           | 30.05.2012                   | Lucerna, Szwajcaria          | Szwajcaria                   | 1:0                          | 0                            | towarzyski                   |
| 9.                           | 05.06.2012                   | Innsbruck, Austria           | Austria                      | 0:0                          | 0                            | towarzyski                   |
| 10.                          | 15.08.2012                   | Lublana, Słowenia            | Słowenia                     | 3:4                          | 0                            | towarzyski                   |
| 11.                          | 07.09.2012                   | Tallinn, Estonia             | Estonia                      | 2:0                          | 0                            | El. MŚ 2014                  |
| 12.                          | 11.09.2012                   | Bukareszt, Rumunia           | Andora                       | 4:0                          | 0                            | El. MŚ 2014                  |
| 13.                          | 12.10.2012                   | Stambuł, Turcja              | Turcja                       | 1:0                          | 0                            | El. MŚ 2014                  |
| 14.                          | 16.10.2012                   | Bukareszt, Rumunia           | Holandia                     | 1:4                          | 0                            | El. MŚ 2014                  |
| 15.                          | 14.11.2012                   | Bukareszt, Rumunia           | Belgia                       | 2:1                          | 0                            | towarzyski                   |
| 2013                         |                              |                              |                              |                              |                              |                              |
| 16.                          | 06.02.2013                   | Malaga, Hiszpania            | Australia                    | 3:2                          | 0                            | towarzyski                   |
| 17.                          | 22.03.2013                   | Budapeszt, Węgry             | Węgry                        | 2:2                          | 0                            | El. MŚ 2014                  |
| 18.                          | 26.03.2013                   | Amsterdam, Holandia          | Holandia                     | 0:4                          | 0                            | El. MŚ 2014                  |
| 19.                          | 14.08.2013                   | Bukareszt, Rumunia           | Słowacja                     | 1:1                          | 0                            | towarzyski                   |
| 20.                          | 06.09.2013                   | Bukareszt, Rumunia           | Węgry                        | 3:0                          | 0                            | El. MŚ 2014                  |
| 21.                          | 10.09.2013                   | Bukareszt, Rumunia           | Turcja                       | 0:2                          | 0                            | El. MŚ 2014                  |
| 22.                          | 11.10.2013                   | Andora, Andora               | Andora                       | 4:0                          | 0                            | El. MŚ 2014                  |

## Sukcesy
Steaua Bukareszt
- Mistrzostwo Rumunii: 2013
- Superpuchar Rumunii: 2013

SSC Napoli
- Wicemistrzostwo Włoch: 2016

Indywidualne
- Piłkarz roku 2013 w Rumunii